# Fiebre del petróleo de Pensilvania

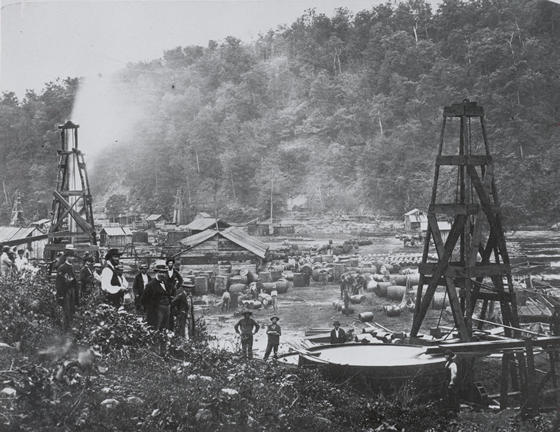
Un campo de petróleo en Pensilvania en 1862.

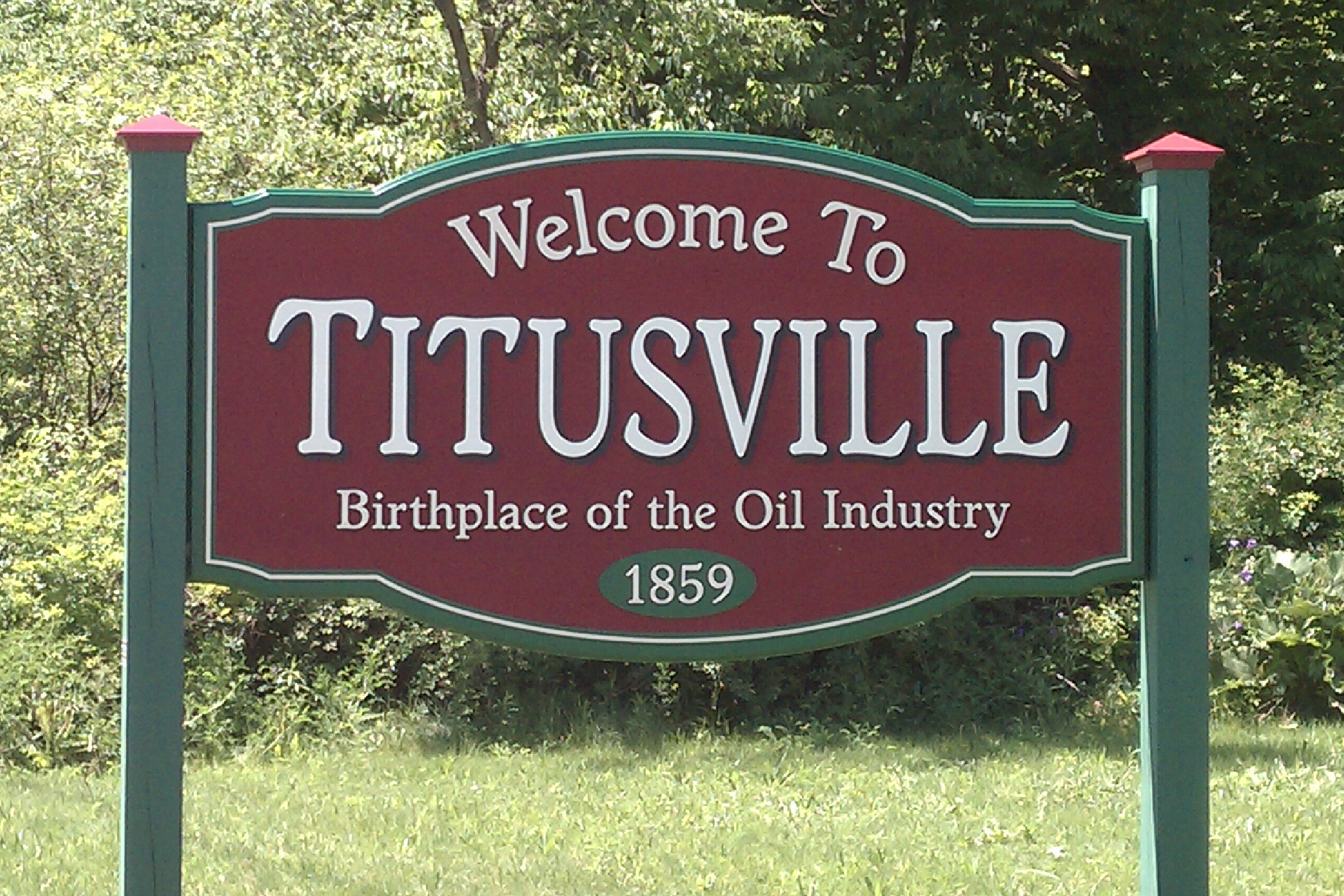
Cartel da la bienvenida a Titusville.

La fiebre del petróleo de Pensilvania fue un auge en la producción del petróleo que se produjo en el noroeste de Pensilvania de 1859 hasta principios de 1870. Fue el primer boom del petróleo en los Estados Unidos.
La fiebre del petróleo se inició en Titusville (Pensilvania), en el Valle del Oil Creek cuando el coronel Edwin Drake extrajo el "aceite de piedra" (petróleo). Titusville y otras ciudades en las orillas de Oil Creek se expandieron rápidamente así como los pozos de petróleo y las refinerías se dispararon en toda la región. El petróleo se convirtió rápidamente en uno de los productos más valiosos de los Estados Unidos y los ferrocarriles fueron ampliados en Pensilvania occidental para enviar petróleo al resto del país.
A mediados de la década de los setenta, la industria del petróleo estaba bien establecida, y la "fiebre" para perforar pozos y controlar la producción había terminado. La producción de petróleo de Pensilvania alcanzó su pico en 1891, y más tarde fue superada por los estados occidentales, como Texas y California, pero algunas de las industrias del petróleo se mantienen en Pensilvania.

## Historia anterior a la fiebre

### Antes de la Pennsylvania Rock Oil Company
Antes de que el petróleo se empezara a utilizar como combustible popular, ya era muy utilizado el aceite. En Pensilvania, las tribus  Nativas de América habían estado usando el petróleo que se encontraba en las filtraciones desde varios siglos atrás. Los primeros exploradores europeos descubrieron evidencias de canales abiertos a lo largo del lado de la quebrada, donde las tribus nativas norteamericanas habían recogido el aceite para su uso como ungüento, repelente de insectos, para la coloración de la piel y en las ceremonias religiosas. Estas filtraciones del petróleo, que son las zonas donde el petróleo se escapa espontáneamente de la tierra, ya sea en forma de gas o líquido, eran comunes en todo el paisaje del norte de Pensilvania. A medida que la frontera se expandió hacia el oeste de Pensilvania durante el siglo XVIII, la región llegó a ser conocida por el petróleo que fluía debajo de su superficie, y en los mapas de la época aparece marcada la etiqueta "Petróleo". Pero con pocos usos conocidos para el crudo, la etiqueta sirvió sobre todo para disuadir a los agricultores que se encuentran el suelo negro inhóspito para sus cultivos.
A medida que pasaba el tiempo, los usos alternativos se fueron conociendo. El petróleo comenzó a ser utilizado como una alternativa al aceite de ballena como fuente de iluminación para lámparas y los inventores y científicos comenzaron a probar el aceite para otros usos posibles, incluida la energía.

#### Los experimentos de Kier con el petróleo
Con el petróleo filtrándose en los pozos en el oeste de Pensilvania, se dificultaba a otras industrias extractivas, especialmente la excavación de pozos de agua salada con el fin de extraer la sal. Este negocio era popular en la zona en aquel momento, pero con el petróleo filtrándose en los pozos se hizo mucho más difícil. En 1849, un hombre llamado Samuel Kier comenzó a extraer el petróleo de los pozos de agua salada en su propiedad. Un examen más detallado mostró a Kier que el aceite medicinal prescrito a su esposa era el mismo químicamente que el aceite que se encontraba en sus pozos.  Kier comenzó a vender su petróleo como un remedio y se enriqueció a partir de sus ganancias. Además se estudiaron otros usos para el petróleo de Kier.
En la década de 1850 Kier comenzó simplemente a perforar directamente para el petróleo crudo en lugar de separarlo del agua salada en los pozos. Después de extraer el petróleo de la perforación, Kies se unió a John T. Kirkpatrick para construir la primera refinería. Pronto Kier y Kirkpatrick refinaron petróleo que podría ser utilizado para la iluminación. Durante los años posteriores, Kier dedicó mucho tiempo a los procesos de refinación del petróleo crudo para producir el aceite más limpio y más eficiente para la iluminación. Lo llamó "aceite de carbón". Para acompañar a su aceite refinado, Kier inventó una lámpara de aceite para quemarlo con muy poco mal olor o humo. Esto podría haber sido rentable para Kier pero nunca patentó su lámpara.

### Pennsylvania Rock Oil Company
Se corrió la voz de los experimentos de Kier y pronto George Bissell, un abogado de Nueva York, se enteró del éxito de Kier en Pensilvania occidental. En 1854, Bissell encargó un estudio al químico Benjamin Silliman Jr. de Yale para evaluar la viabilidad de la recolección del petróleo en el oeste de Pensilvania. Después de que los resultados de Silliman confirmaran que el petróleo en el Valle del Oil Creek podría ser rentable refinado en  petróleo de lámpara, Bissell fundó la Pennsylvania Rock Oil Company. La compañía fue financiada por empresarios ricos y los banqueros de New Haven (Connecticut). Entre estos accionistas famosos estaba el banquero James Townsend.
En 1857 Bissell y Townsend contrataron a Edwin Drake para viajar a Titusville para perforar y extraer el petróleo crudo. Drake era un conductor del ferrocarril desempleado cuya única calificación para este nuevo trabajo parece haber sido un pase de tren gratuito que cubriría su viaje a Titusville. Drake consiguió unos terrenos e informó que creía que la tierra era rica en petróleo y podría ser muy rentable para la industria petrolera. En 1858, la Pennsylvania Rock Oil Company se convirtió en la Seneca Oil Company con Drake como presidente.

### Drake descubre petróleo
Pronto Drake comenzó la extracción de petróleo en Titusville, cerca de las orillas del  Oil Creek, pero al principio tuvo poco éxito. Utilizó una antigua máquina de vapor para perforar. En muchos de sus sitios de perforación solo se extrajeron pequeñas cantidades de petróleo; él y su ayudante, el herrero Billy Smith tuvieron que soportar los incendios, reveses financieros, y las burlas de los habitantes locales. Cuando la Seneca Oil Company decidió retirar su financiación, Drake consiguió una línea de crédito personal para seguir cavando. El 27 de agosto de 1859, el pozo de petróleo de Drake encontró petróleo a 21 m por debajo del suelo, justo antes de que sus fondos se agotaran. Este descubrimiento marcó el inicio de un período de cambio drástico para la gente del oeste de Pensilvania. His drilling is considered the "first large-scale commercial extraction of petroleum".
Sin embargo, lamentablemente para Drake su éxito no duraría. No había comprado muchas tierras en la región, por lo que la industria del petróleo se expandió a su alrededor fuera de su control. Su primer pozo arrojó sólo retornos modestos y la Seneca Oil Company le despidió. Nunca patentó el método de perforación y perdió sus modestos ingresos provenientes de la industria petrolera especulando en Wall Street. Murió como un pobre jubilado en 1880.

## La fiebre
Pronto el área se inundó de pozos perforados por la Seneca Oil Company y por otras compañías. El boom del petróleo en Pensilvania tuvo ciertos parlelismos con la fiebre del oro en California, acontecida diez años antes. Existen datos que afirman que en el primer año (1859), estos pozos de petróleo produjeron 4.500 barriles (720 m³). Comenzó la expansión de ciudades como Titusville, Oil City y Pithole; el reverendo S.J.M. Eaton, comentó en 1866 que en Oil Creek Valley era imposible distinguir los límites de las ciudades, ya que donde terminaba una empezaba otra. La población Titusville pasó de tener 250 habitantes a tener más de 10.000 en poco más de cinco años. Se construyeron forjas para suministrar herramientas de perforación y se construyeron ocho refinerías de petróleo entre 1862 y 1868. Pithole pasó de tener cuatro cabañas a convertirse en una bulliciosa ciudad con más de 50 hoteles en un lapso de cinco meses en el año 1865.
La producción nacional anual de crudo aumentó de  2000 barriles (320 m³) en 1859, el año del "descubrimiento" de Drake, a 4 000 000 de barriles (640 000 m³) en 1869 y 10 000 000 de barriles (1 600 000 m³) en 1873. El desarrollo industrial en curso en Europa estimuló esta rápida expansión. Las fábricas europeas, y en mayor medida las británicas, comenzaron a importar grandes cantidades de petróleo americano barato durante la década de 1860. En 1866, las exportaciones de petróleo de los Estados Unidos superaron con creces al petróleo distribuido a los mercados nacionales y el valor de estas exportaciones casi se duplicaron de 16 millones de dólares en 1865 a 30 millones en 1869. El petróleo pasó de ser la sexta exportación de Estados Unidos a ser la segunda durante este período. En el pico del boom del petróleo, lo pozos de Pensilvania producían un tercio del petróleo mundial.

### Transporte
En los primeros años de la fiebre del petróleo, los altos costos de transporte por tierra llevaron a muchos dueños de pozos a transportar su producto por el Oil Creek hasta el Río Allegheny, al igual que hacían los productores de madera. Durante décadas, las maderas habían sido transportadas utilizando inundaciones artificiales, que se conseguían rompiendo presas sucesivamente a lo largo de la longitud del río. Estas crecidas podían transportar hasta 800 esquifes llenos de crudo a la vez. La mayoría de los esquifes transportaban entre 700 Y 800 barriles (110 y 130 m³) de petróleo, pero un tercio se filtraba fuera de los botes y otro tercio se perdíaen el trayecto a Pittsburgh. Además, sólo tres de cada cinco embarcaciones sobrevivían durante el viaje por el río debido a colisiones con rocas, árboles caídos, u otros esquifes.
En 1862 la empresa Oil Creek Railroad completó una línea de ferrocarril que conectaba Titusville con la línea de ferrocarril de Philadelphia y Erie y con la Atlantic and Great Western Railroad en Corry. El nuevo ferrocarril trajo a más gente a Oil Creek Valley y proporcioó una alternativa más segura para el transporte de barriles de crudo. El aceite se transportaba desde los pozos hasta el ferrocarril mediante vagones tirados por caballos. En 1865 se construyeron tuberías desde los campos de petróleo a la línea de ferrocarril. Al año siguiente, Farmers Railroad se extendió 20 km al sur desde Petroleum Center hasta Oil City. En febrero de 1871, la Union City & Titusville Railroad (UC&T), que fue construida para competir con la Oil Creek Railroad, se terminó. En julio de 1871 la UC&T pasó a formar parte de la Philadelphia and Erie Railroad.

### Consolidación y fin del auge
La fiebre creó violentas oscilaciones en el mercado del petróleo en la primera década del boom. En 1861, la proliferación de pozos en todo el Valle del Oil Creek motivó que el precio del petróleo alcanzara los 10 centavos de dólar por barril. Para evitar esos precios tan bajos, los productores de la región formaron la Asociación de Oil Creek para restringir la producción y mantener un precio mínimo de 4 dólares por barril. A pesar de esfuerzos como este para controlar el mercado de petróleo, el ciclo de auge y caída de precios continuó en la década de 1870. En 1871, la capacidad de refinación había crecido a más de 12 millones de barriles al año, más del doble de la cantidad de petróleo que se procesó realmente en ese año.
La producción de petróleo de Pensilvania alcanzó su punto máximo en 1891, cuando se produjeron 31 millones de barriles de petróleo, el 58% del petróleo del país en ese año. Pero 1892 fue el último año en el que los pozos de Pensilvania proporcionaron la mayor parte del petróleo producido en los Estados Unidos, y en 1895 Ohio superó a Pensilvania como productor de petróleo. En 1907, con el declive de los campos de Pensilvania y los grandes descubrimientos realizados en Texas, California y Oklahoma, Pensilvania produjo menos del 10% del petróleo de los Estados Unidos.
En 1901 finalizó el auge del petróleo de Pensilvania, aunque continuó siendo un productor importante durante gran parte del siglo XX.